# McConnellova letecká základna
McConnellova letecká základna (anglicky McConnell Air Force Base; kód IATA je IAB, kód ICAO KIAB, kód FAA LID IAB) je vojenská letecká základna letectva Spojených států amerických ve státě Kansas (USA), nacházející se šest kilometrů jihovýchodně od města Wichita. Tato základna, dostavěná v průběhu roku 1941, byla zpočátku známá pod názvem „Wichita Municipal Airport“. Oficiálně se sice mělo jednat o výhradně civilní letiště, vojenské letectvo však mělo již od začátku stavby připraveny plány na jeho vojenské využití. Tyto záměry se zcela potvrdily po vstupu Spojených států do války proti silám Osy. Letiště s novým názvem přešlo do rukou letectva USA a pod názvem „Wichita Army Airfield“ pak po celou dobu války sloužilo mimo jiné ke zkouškám těžkých bombardérů Boeing B-29 Superfortress, jejichž výroba probíhala i v nedalekém montážním závodě Boeingu ve Wichitě.
Na konci roku 1946 letiště do značné míry ztratilo svůj vojenský význam a navrátilo se pod civilní správu, pod níž setrvalo do roku 1951. V tomto roce ovšem montážní závod ve Wichitě obnovil provoz a začal vyrábět proudové bombardéry středního doletu Boeing B-47 Stratojet. Letiště Wichita Municipal Airport tedy opět přešlo do rukou vojenského letectva, a to zde zřídilo 3520. cvičné křídlo, jehož úkolem byl právě výcvik pilotů B-47. 15. května 1953 byl došlo ke změně názvu na „Wichita Air Force Base“. Tento byl ovšem po necelém roce již definitivně změněn na současnou podobu „McConnell Air Force Base“ (McConnellova letecká základna) a to na počest bratrů Freda a Thomase McConnellových, místních rodáků a veteránů letectva Spojených států, pod jehož barvami bojovali ve druhé světové válce.
McConnellova základna v současnosti slouží jako domovská základna 22. vzdušného tankovacího křídla (22d Air Refueling Wing; 22 ARW) spadající pod Velitelství letecké přepravy (Air Mobility Command), dále pak 931. vzdušné tankovací skupiny (931st Air Refueling Group; 931 ARG) spadající pod Velitelství leteckých záloh (Air Force Reserve Command) a také 184. výzvědného křídla (184th Intelligence Wing; 184 IW) pod velením Letecké národní gardy (Air National Guard). Hlavním posláním McConnelovy letecké základny je umožnit dotankování letounů či zajistit leteckou přepravu kdykoli je třeba, a to v globálním měřítku.